# Tasha Reign
Tasha Reign (Laguna Beach, California; 15 de enero de 1989), nombre artístico de Rachel Swimmer, es una actriz pornográfica y modelo erótica estadounidense.

## Premios y nominaciones
- 2012: NightMoves Award (nominada) – Best Social Media Star[3]
- 2012: NightMoves Award (nominada) – Best Overall Body[3]
- 2012: Premios XBIZ (nominada) – New Starlet of the Year[4]
- 2013: Premios AVN (nominada) – Crossover Star of the Year[5]
- 2013: XBIZ Award (nominada) – Female Performer of the Year[6]